# Bartramia hampei
Bartramia hampei är en bladmossart som beskrevs av Catcheside 1980. Bartramia hampei ingår i släktet äppelmossor, och familjen Bartramiaceae. Inga underarter finns listade i Catalogue of Life.